# Colorant à structure triarylméthane

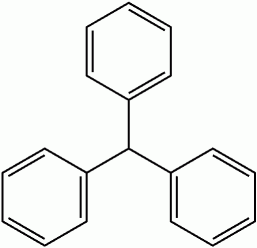
Structure du triphénylméthane, dont dérivent la plupart des colorants à structure triarylméthane

Les colorants à structure triarylméthane ou simplement colorants triarylméthanes sont une vaste famille de composés organiques principalement utilisés comme colorants,. Beaucoup d'entre eux sont répertoriés dans le Colour Index sous les numéros compris entre C.I. 42000 et C.I. 44999.
Leur structure dérive formellement du méthane par substitution de trois atomes d'hydrogène par des groupements aryle – le plus souvent de type phényle substitué, mais parfois aussi d'autres aryles tels que des naphtyles. Le terme « colorants triphénylméthanes », parfois employé comme synonyme, n'est donc pas le plus précis puisqu'il ignore les triarylméthanes dont l'un au moins des substituants n'est pas de type phényle.

## Sous-familles
Le Colour Index divise les colorants triarylméthanes en six groupes d'après la nature des groupements aryle et de leurs propres substituants :
- les dérivés diaminés du triphénylméthane (C.I. 42000 à 42175) ;
- les dérivés triaminés du triphénylméthane (C.I. 42500 à 42800) ;
- les dérivés aminohydroxylés du triphénylméthane (C.I. 43500 à 43570) ;
- les dérivés hydroxylés du triphénylméthane (C.I. 43800 à 43875) ;
- les dérivés du diphénylnaphthylméthane (C.I. 44000 à 44100) ;
- un groupe de dérivés divers du triphénylméthane (C.I. 44500 à 44535).

Une autre sous-famille importante, bien que non référencée au Colour Index, est celle des phtaléines : ces composés changent de structure et donc de couleur en fonction du pH, adoptant une structure triarylméthane dans certaines gammes de pH qui varient d'un composé à l'autre. Ces propriétés en font naturellement de bons indicateurs de pH.

## Exemples

Vert malachite et colorants triarylméthanes apparentés
vert malachite (C.I. 42000)
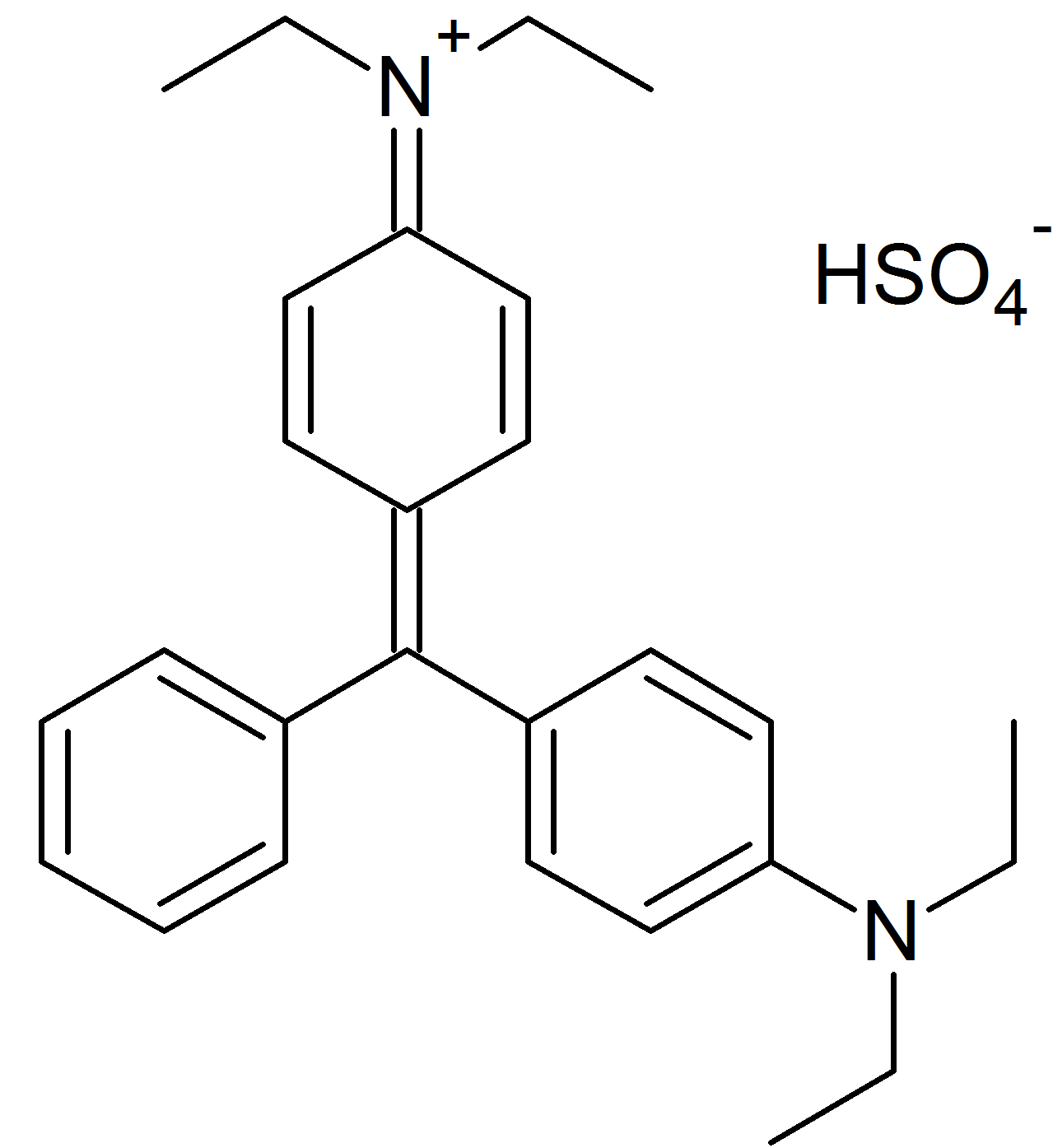
vert brillant (C.I. 42040)
bleu patenté V (C.I. 42051)
vert solide FCF (C.I. 42053)
bleu brillant FCF (C.I.42090)
xylène cyanol (C.I. 42135)

Pararosaniline et colorants triarylméthanes apparentés
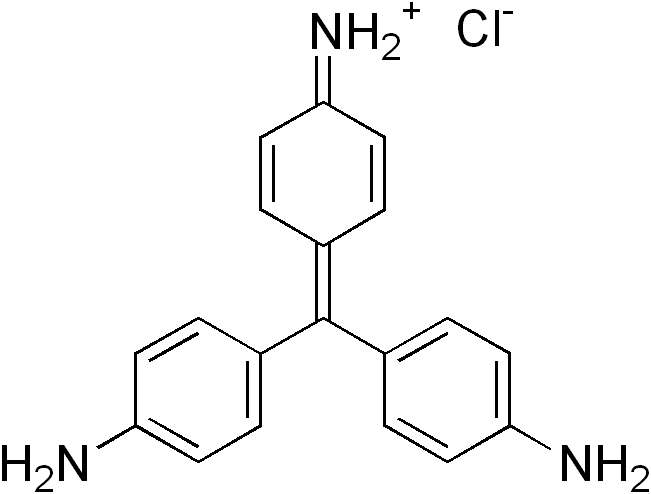
pararosaniline (C.I. 42500)
rosaniline (C.I. 42510)
néofuchsine (C.I. 42520)
fuchsine acide (C.I. 42685)

Violet cristallisé et colorants triarylméthanes apparentés
violet cristallisé (C.I. 42555)
vert de méthyle (C.I. 42585)
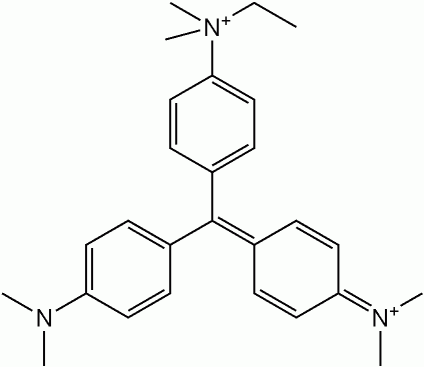
vert d'éthyle (C.I. 42590)

Bleus de Coomassie brillants et colorants triarylméthanes apparentés
bleu de Coomassie brillant G-250 (C.I. 42655)
bleu de Coomassie brillant R-250 (C.I. 42660)
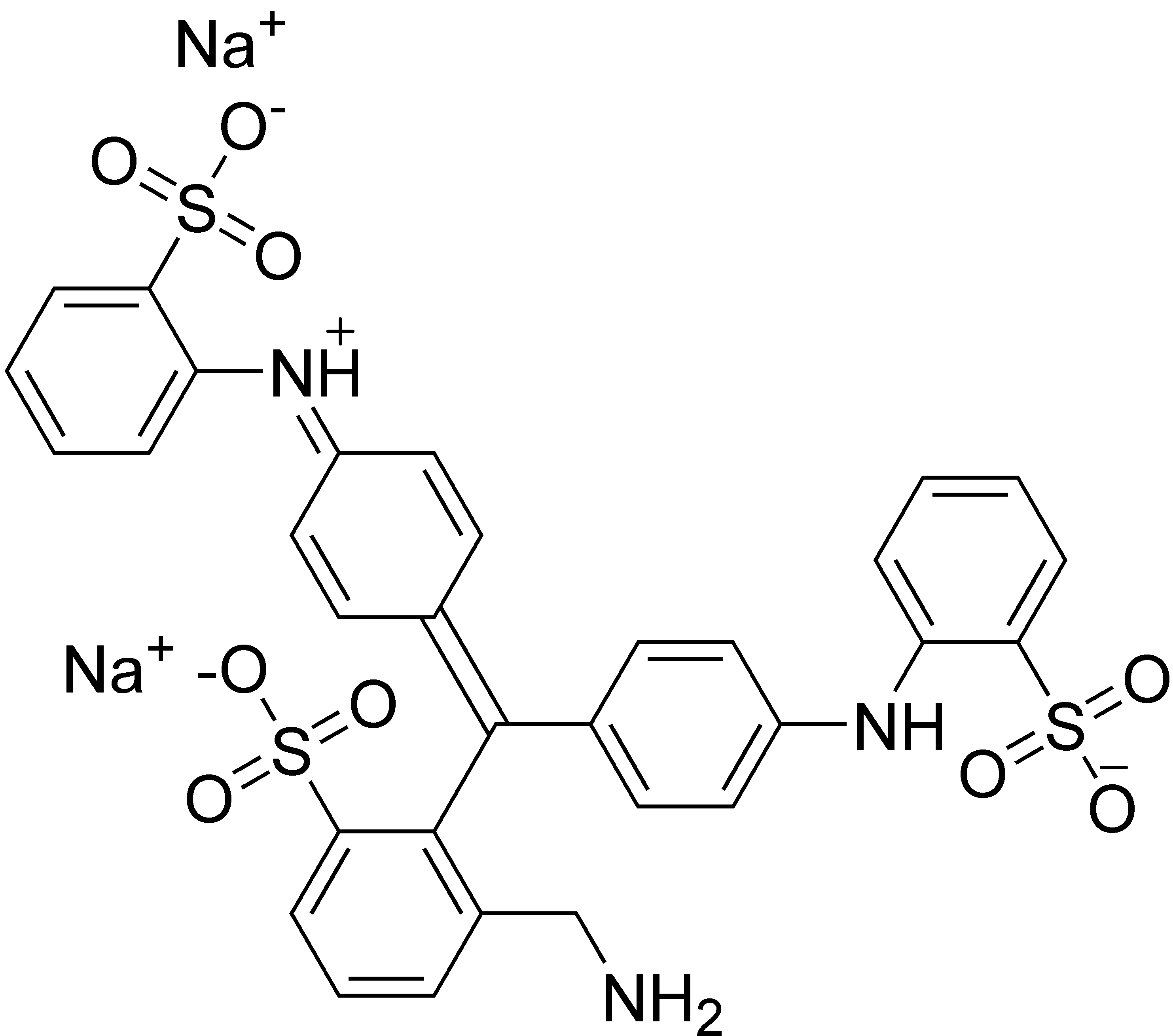
bleu d'eau (C.I. 42755)
bleu Spirit (C.I. 42760)
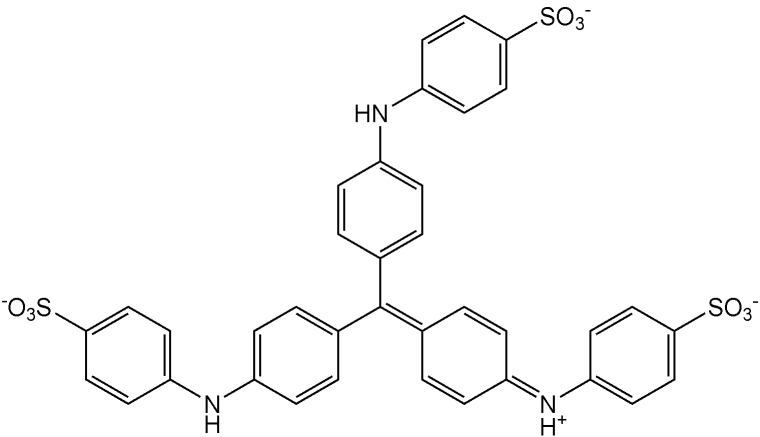
bleu de méthyle (C.I. 42780)

Aurine et colorants triarylméthanes apparentés
aurine (C.I. 43800)
aluminon (C.I. 43810)
Chrome Azurol S (C.I. 43825)

Bleu Victoria R et colorants triarylméthanes apparentés
bleu Victoria R (C.I. 44040)
bleu Victoria FBR (C.I. 44044)
bleu Victoria B (C.I. 44045)
bleu Victoria 4R (C.I. )
bleu Victoria BO (C.I. )
bleu Victoria FGA (C.I. )

Colorants triarylméthanes de type phtaléine
bleu de bromophénol
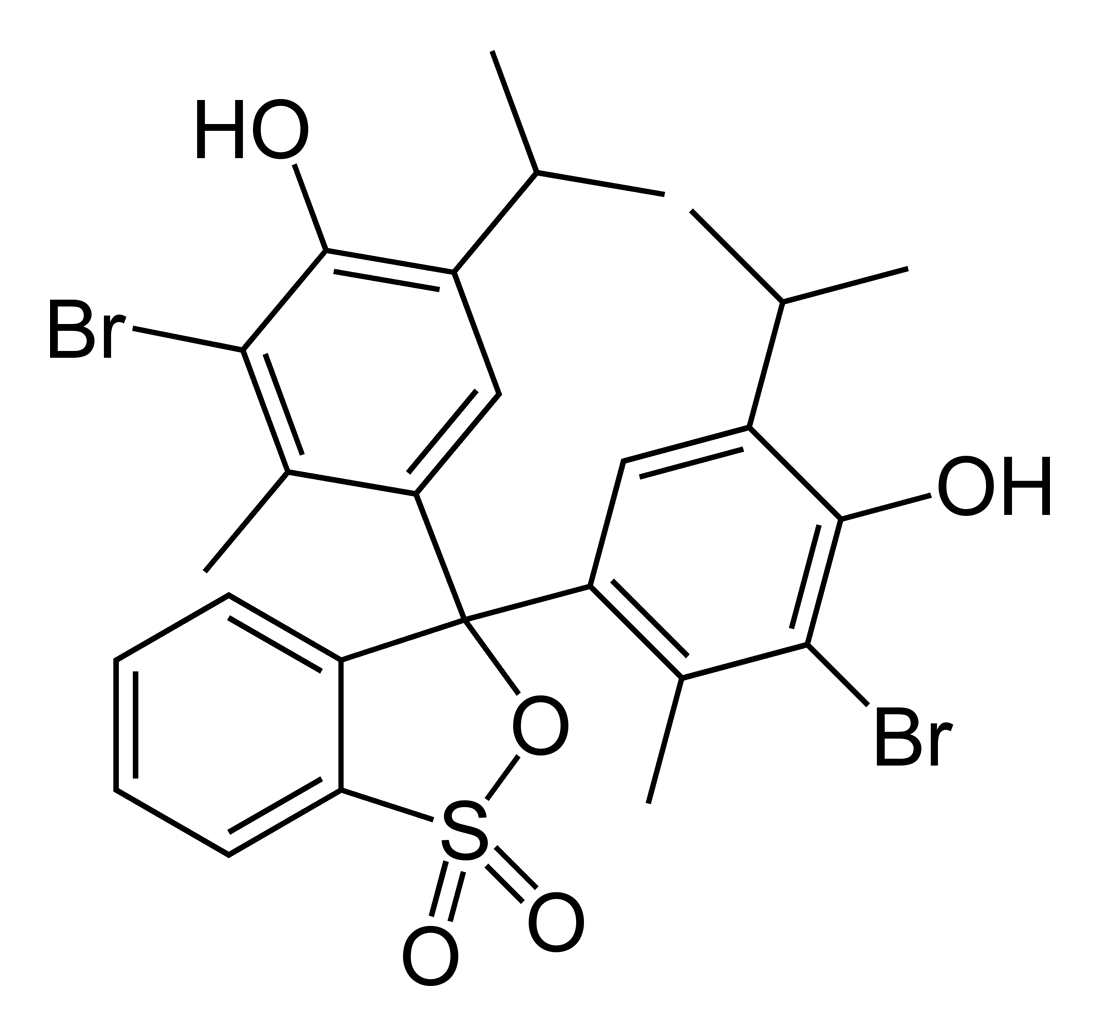
bleu de bromothymol
pourpre de bromocrésol
rouge de crésol
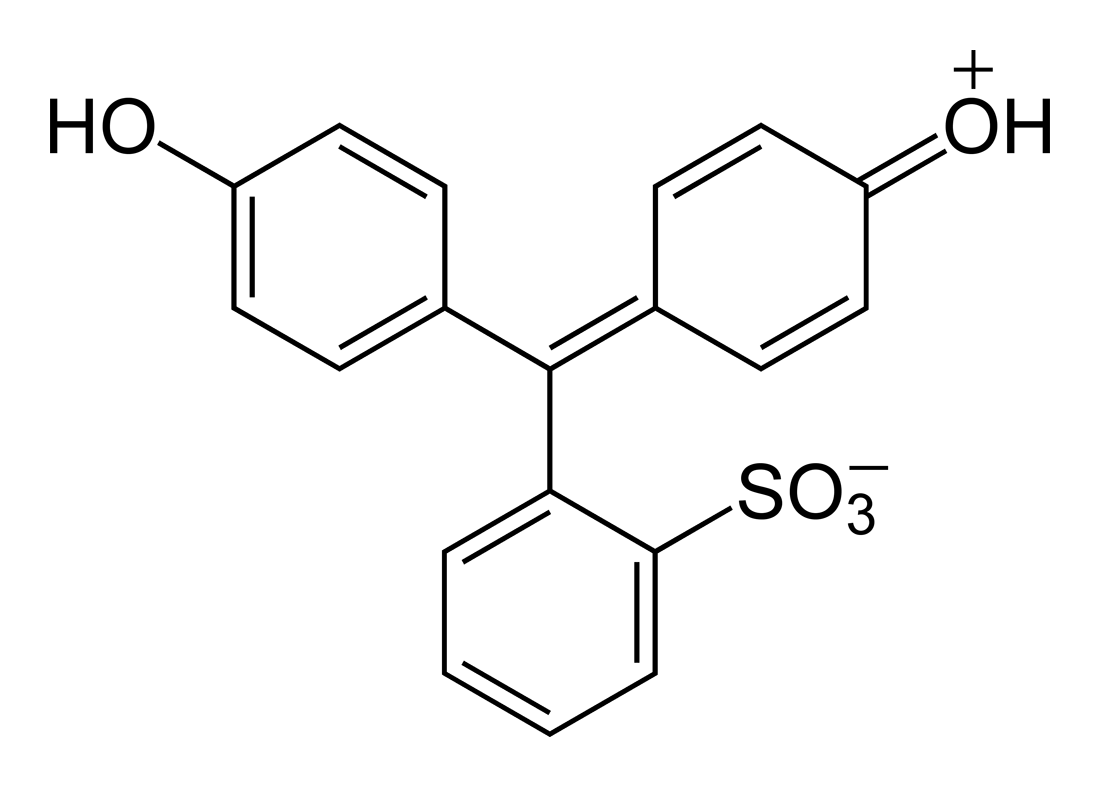
rouge de phénol
vert de bromocrésol